# Ljudfil
En ljudfil är ett ljud beskrivet i digital form, ofta för behandling på en dator. På datorn används en mediaspelare för att spela upp ljudfiler.
Det finns tre huvudgrupper av ljudfiler:
- okomprimerade format - som WAV, AIFF, AU, DSD eller PCM;
- förlustfria komprimeringsformat - FLAC, Monkey's Audio (APE-förlängning), Shorten, Tom's lossless Audio Compressor (TAK), TTA, ATRAC Advanced Lossless, Apple Lossless, MPEG-4 SLS, MPEG-4 ALS, MPEG-4 DST, Windows Media Audio Lossless (WMA Lossless).
- lossy komprimeringsformat, såsom MP3, Ogg Vorbis, Musepack, AAC, ATRAC eller lossy Windows Media Audio (WMA).

Tänk på att ljudfiler inte innehåller musikformat som MIDI eller musikredigeringsfiler, som bara är en sekvens med kommandon för ett musikinstrument, men inte innehåller information om själva ljudet.
Ljudfilformatet bör också skilja sig från ljudkodeken. Codeken kodar eller avkodar ljuddata, medan själva uppgifterna lagras i en fil med lämpligt ljudformat.
De flesta format stöder endast en typ av ljuddatakodning, men mediebehållare (som MKV eller AVI) kan stödja olika typer av ljud- och videodata.

## Olika ljudfilsformat
- Advanced Audio Coding (AAC)
- Interchange File Format (IFF), filformat ursprungligen konstruerat av Electronic Arts år 1985
- Audio Interchange File Format (AIFF), utvecklat Apple Computer 1988 som en vidareutveckling av IFF
- Free Lossless Audio Codec (FLAC)
- MP3
- Ogg Vorbis (OGG)
- WAVE (.wav)
- Realplayer (.rm)
- Windows Media Audio (WMA)
- RAW
- Au
- Svx
- voc
- pvf
- Musical Instrument Digital Interface (MIDI -.mid)